# Medea (Cherubini)
Medea (Médée) è un'opera in tre atti di Luigi Cherubini, su libretto di François-Benoît Hoffmann, ispirato alla tragedia classica omonima di Euripide e/o alla versione seicentesca di Corneille, o anche alla tragedia di Seneca dallo stesso titolo. Ragione per cui potremmo porre l'opera sul filo continuo di una tradizione, forse annosa, di ricchi riferimenti al mito, che parte da Euripide e arriva fino al Novecento. L'opera fu composta nella forma dell'opéra-comique, ed aveva quindi i dialoghi recitati. Andata in scena a Parigi nel 1797, ma presto dimenticata in Francia, l'opera riscosse un notevole successo nel corso dell'Ottocento soprattutto in Germania, fu tradotta sia in tedesco che in italiano, ed i recitativi furono musicati da Franz Lachner e da Luigi Arditi. L'opera è tornata a riscuotere successo sui palcoscenici di tutto il mondo a partire dalla seconda metà del XX secolo, nella versione scaligera del 1909 (traduzione italiana di Carlo Zangarini e recitativi di Lachner), grazie soprattutto all'interpretazione di Maria Callas del 1953.

## Vicenda storica
Rappresentata per la prima volta al Théâtre Feydeau di Parigi il 13 marzo 1797 con successo anche grazie all'interpretazione della protagonista, Julie-Angélique Scio nel ruolo di Medea e con Pierre Gaveaux nel ruolo di Giasone.
La prima rappresentazione in Italia avvenne il 30 dicembre del 1909, al Teatro alla Scala di Milano nella traduzione di Carlo Zangarini. Durante l'edizione scaligera del 1909 vestiva i panni di Medea una giovane e carismatica Ester Mazzoleni con Nazzareno De Angelis. 
Ci resta una bellissima foto d'epoca in cui la Mazzoleni è ritratta mentre si appoggia a un elemento scenico e osserva con sguardo cupo e folle -gli occhi sono fissi sull'osservatore- il vuoto, elemento questo rivelatore della lettura che di Medea Cherubini diede nella sua opera (collezione Aiello). 
Tuttavia, l'opera in suolo italiano non ebbe lo stesso successo che aveva riportato il 13 marzo 1797 a Parigi (dove era stata definita come "large, espressive, majesteuse et terrible").
In Italia il successo dell'opera, così come la sua fortuna, si deve a Maria Callas, paradigmatica interprete del ruolo.

## L'opera
La vicenda storica dell'opera sintetizza diversi gusti musicali: italiano, francese e tedesco. Si capisce quanto i più grandi maestri dell'Ottocento debbano a Cherubini e a questa sua opera sì maestosa solo attraverso le parole di Brahms, che, non a caso, la definì: "quella che noi musicisti riconosciamo fra noi come la cosa suprema nella musica drammatica.
La versione originale francese fu composta conformemente ai canoni dell'opéra-comique e pertanto presenta una struttura dicotomica basata sull'alternanza di parti cantate e recitate. 
Non vi si trova cioè quella forma ibrida, con funzione di tessuto connettivo, propria del melodramma italiano che è il "recitativo". 
Allo Staatsoper Unter den Linden di Berlino la prima avvenne il 17 febbraio 1800 nella traduzione tedesca, al Burgtheater di Vienna come Medea il 6 novembre 1802 in tedesco, al La Monnaie/De Munt di Bruxelles il 31 marzo 1814 ed al Teatro degli Stati di Praga il 7 febbraio 1840.
L'opera ebbe nell'Ottocento un successo durevole e consolidato in Germania, dove furono inseriti recitativi in musica in sostituzione delle parti in prosa, a partire dalla riscrittura operata da Franz Lachner su commissione del teatro di Francoforte nel 1855.
Nel Regno Unito l'opera venne rappresentata per la prima volta al Queen's Theatre di Londra nel 1865, tradotta in italiano da Salvatore Marchesi, con i recitativi musicati da Luigi Arditi e con il soprano Thérèse Tietjens nel ruolo principale, e poi nel 1870 alla Royal Italian Opera oggi Royal Opera House con Sofia Scalchi.

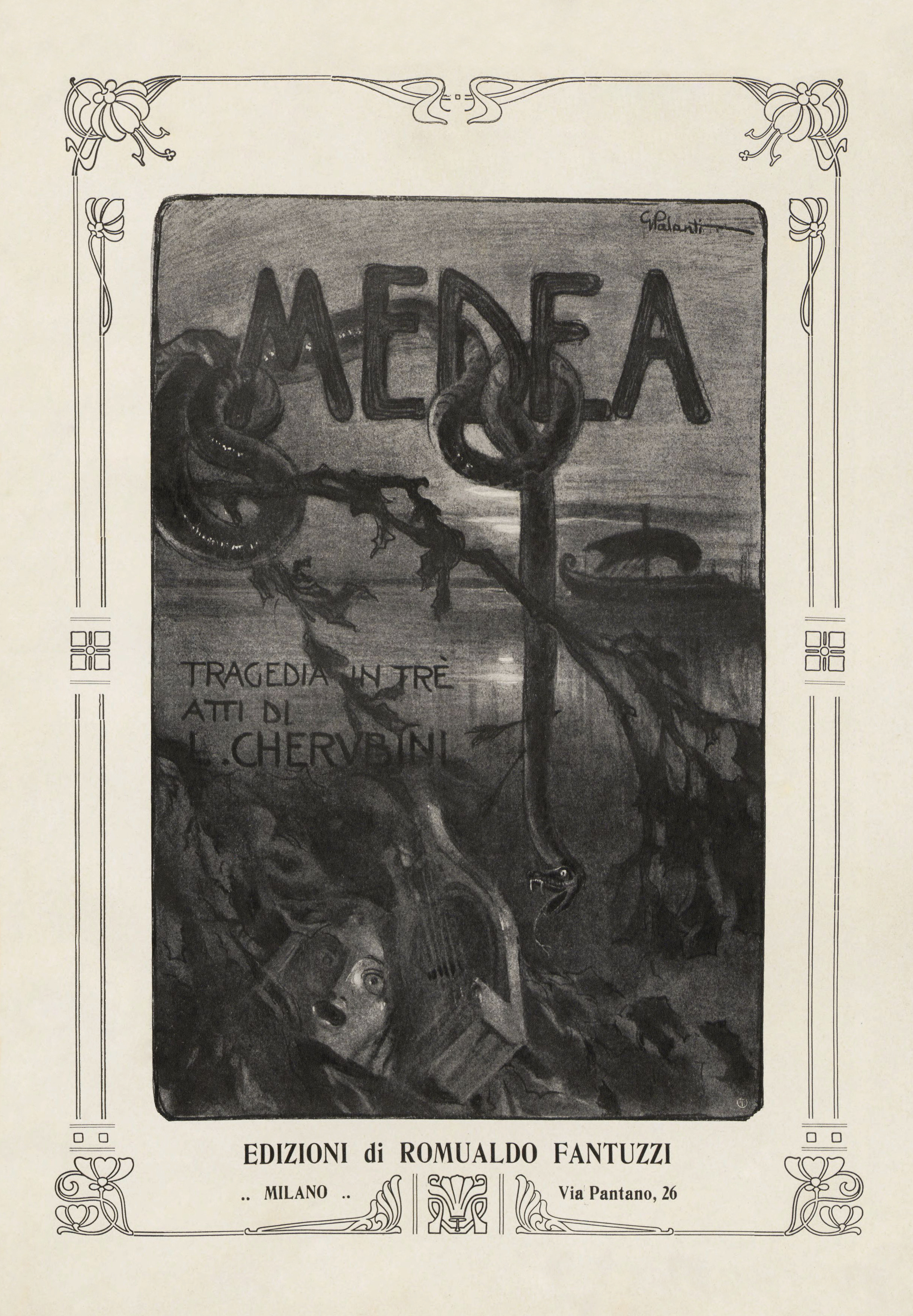
Frontespizio di una partitura vocale della versione del 1909

La versione tedesca di Lachner fornì poi la base per l'allestimento scaligero del 1909, in occasione del quale l'intero libretto fu tradotto in italiano ad opera di Carlo Zangarini. 
È in questa versione italiana che l'opera ha goduto delle sue maggior fortune nel corso del Novecento.
Opera severa, di impianto tipicamente neoclassico e senza concessioni alla fluente melodia italiana, Medea godette dell'ammirazione dei compositori tedeschi (tra cui Weber, Beethoven, Schumann, Brahms e Wagner) più che di quelli italiani. La ragione di un sì clamoroso successo è dovuta essenzialmente alla presenza di una profondissima escursione psicologica dei personaggi, i quali portano dentro di sé un complesso impianto emozionale e una netta motivazione verso ogni gesto compiuto: Medea è ossessionata, seppur con attimi di incertezza, dalla logica della vendetta (così come in Euripide), Giasone dalle nuove nozze e dal desiderio di eliminare la possente minaccia che per lui rappresenta Medea, Glauce e Creonte dalla pace del regno e dalla felice riuscita delle nozze, Neris dalla fedeltà alla padrona ("Dovunque andrai ti seguirò...") ma al contempo, da "corifea", della logica del popolo, del buon senso della comunità ("Signor! La crudele..."). L'ambivalenza, la contraddizione si stagliano sullo sfondo e dominano incontrastati la scena sin dall'ouverture, dove si possono distinguere chiaramente due tempi ben marcati: l'Allegro Vivace da un lato, che esprime la tragicità e l'indicibile sfrenata passione che muove Medea (si ricordi che anche Euripide esalta questa caratteristica propria di Medea ricorrendo al termine miainofoteron, cioè "animo assetato di sangue"); dall'altro, l'Andantino con moto che esprime al contempo la serenità di un regno e di imminenti nozze prospere e dall'altro l'angoscia di Glauce. Ricordiamo a tal proposito che nella versione cinematografica di Pasolini la morte di Glauce viene inscenata ben due volte: nei sogni di Medea e nella realtà. Nel sogno di Medea Glauce, indossate le vesti di Medea, si guarda allo specchio e fugge disperata verso l'esterno; frattanto le vesti vanno in fiamme portandola alla morte. Secondo un'interpretazione questa scena demarcherebbe proprio la paura e l'immaturità di Glauce, la quale, indossate le vesti di Medea (simbolo della nuova posizione sociale che sta per assumere, cioè il passaggio da fanciulla a donna, quale è Medea), impazzisce non sentendosi in grado di svolgere questo compito, dovendo persino competere con Medea, la sapiente da cui tutti sono atterriti.
La riscoperta dell'opera di Cherubini si legò, negli anni cinquanta del XX secolo, all'interpretazione di Maria Callas, che la riportò sulle scene nel 1953, prima al Teatro Comunale di Firenze e poi alla Scala, e la interpretò ripetutamente negli anni successivi in Italia e all'estero. La sua interpretazione del personaggio è rimasta paradigmatica: la grande intensità drammatica di essa fu tale da spingere successivamente, come già menzionato, il regista italiano Pier Paolo Pasolini ad affidare al grande soprano il ruolo di attrice protagonista nell'omonimo film (in prosa, non correlato all'opera) da lui diretto nel 1969. L'opera fu poi affrontata anche da altre grandi cantanti-attrici, quali Magda Olivero, Leyla Gencer, Leonie Rysanek, Gwyneth Jones, Shirley Verrett, Denia Mazzola Gavazzeni e Anna Caterina Antonacci. La Verrett la ripropose anche in francese, ma ancora con i recitativi musicati da Lachner. La prima ripresa dell'originale francese, con i dialoghi parlati secondo le consuetudini dell'opéra-comique, ebbe luogo nel 1995 al Festival della Valle d'Itria a Martina Franca.

## Personaggi e interpreti
| Personaggio                                                              | Tipologia vocale | Interpreti della prima, 13 marzo 1797 |
| ------------------------------------------------------------------------ | ---------------- | ------------------------------------- |
| Médée (Medea)                                                            | soprano          | Julie-Angélique Scio                  |
| Dircé/Glauce, figlia di Creonte                                          | soprano          | Mademoiselle Rosine                   |
| Néris, schiava scita                                                     | soprano          | Madame Verteuil                       |
| Jason (Giasone)                                                          | tenore           | Pierre Gaveaux                        |
| Créon (Creonte), re di Corinto                                           | basso            | Alexis Dessaules                      |
| Capitano della guardia                                                   | attore           | M Le Grand                            |
| Due ancelle di Dircé                                                     | soprani          | Émilie Gavaudan, Mlle Beck            |
| I due figli di Giasone e Medea                                           | personaggi muti  |                                       |
| Coro: Servi di Dircé, Argonauti, sacerdoti, guerrieri, popolo di Corinto |                  |                                       |

## La trama
L'azione si svolge a Corinto.

### Atto I
La scena si svolge a Corinto, nel palazzo del Re Creonte. Glauce sta terminando, aiutata da due ancelle, i preparativi per il suo matrimonio con Giasone.
Questi ha ripudiato Medea, potente maga e sua vecchia consorte. Lei a suo tempo l'aiutò nell'impresa di rubare il Vello d'oro, tradendo così la sua stessa famiglia, e dalla loro unione nacquero due figli.
Medea riesce ad entrare nel palazzo di Creonte e lì incontra Giasone, al quale chiede il ritorno in seno alla famiglia. Visto però il suo rifiuto lei lo maledice e giura vendetta.

### Atto II
La scena si svolge all'interno del palazzo del Re. Medea intende vendicarsi, nonostante Neris, la sua ancella, la esorti a lasciare Corinto. Anche Creonte ordina a Medea di abbandonare immediatamente la città, ma lei, implorandolo, ottiene il permesso di trascorrere ancora un giorno con i suoi figli. Incontra inoltre ancora Giasone e insieme rievocano i felici momenti del loro amore. Infine, Medea ordina all'ancella di recare in dono a Glauce il manto e il diadema che ella ebbe da Apollo.

### Atto III
La scena si svolge tra il palazzo e il tempio. Neris accompagna i due figli al cospetto della loro madre Medea. Dal tempio giungono voci e lamenti: Creonte e Glauce sono morti perché i doni di Medea erano avvelenati. La folla furente si scaglia contro Medea, ma questa, con Neris e i due figli, si rifugia nel tempio. Giasone accorre per arrestarla, ma Neris esce sconvolta dicendo che Medea ha assassinato i loro figli nel tempio. Indi appare Medea, con ancora in mano il pugnale insanguinato e dice a Giasone di aver compiuto la sua giusta vendetta. Sconvolto dal dolore egli muore e Medea rientra nel tempio, mentre questo sta andando in fiamme.

## Incisioni discografiche
| Anno | Cast (Medea, Giasone, Glauce, Neris, Creonte)                                  | Direttore         |
| ---- | ------------------------------------------------------------------------------ | ----------------- |
| 1953 | Maria Callas, Gino Penno, Maria Luisa Nache, Fedora Barbieri, Giuseppe Modesti | Leonard Bernstein |
| 1957 | Maria Callas, Mirto Picchi, Renata Scotto, Miriam Pirazzini, Giuseppe Modesti  | Tullio Serafin    |
| 1961 | Maria Callas, Jon Vickers, Ivana Tosini, Giulietta Simionato, Nicolai Ghiaurov | Thomas Schippers  |
| 1967 | Gwyneth Jones, Bruno Prevedi, Pilar Lorengar, Fiorenza Cossotto, Justino Díaz  | Lamberto Gardelli |
| 1972 | Leonie Rysanek, Bruno Prevedi, Lucia Popp, Margarita Lilowa, Nikola Gjuzelev   | Horst Stein       |